# Kordíky
Kordíky (in tedesco  Kremeln, in ungherese Kordéháza), è un comune della Slovacchia facente parte del distretto di Banská Bystrica, nella regione omonima.

## Storia
Citato per la prima volta nel XV secolo, divenne comune solo nel 1808, con il distacco dal comune di Tajov.